# بلنچینوس (دهانه)
بلنچینوس یک دهانه برخوردی در ماه است.

## دهانه‌های اقماری
این دهانه ۴ دهانه اقماری دارد.
| Blanchinus | عرض جغرافیایی | طول جغرافیایی | قطر         |
| ---------- | ------------- | ------------- | ----------- |
| K          | ۲۴٫۸° S       | ۵٫۱° E        | ۹٫۰ کیلومتر |
| B          | ۲۵٫۲° S       | ۱٫۶° E        | ۸٫۰ کیلومتر |
| M          | ۲۵٫۲° S       | ۲٫۶° E        | ۵٫۰ کیلومتر |
| D          | ۲۵٫۰° S       | ۴٫۲° E        | ۷٫۰ کیلومتر |